# Avalaatseq

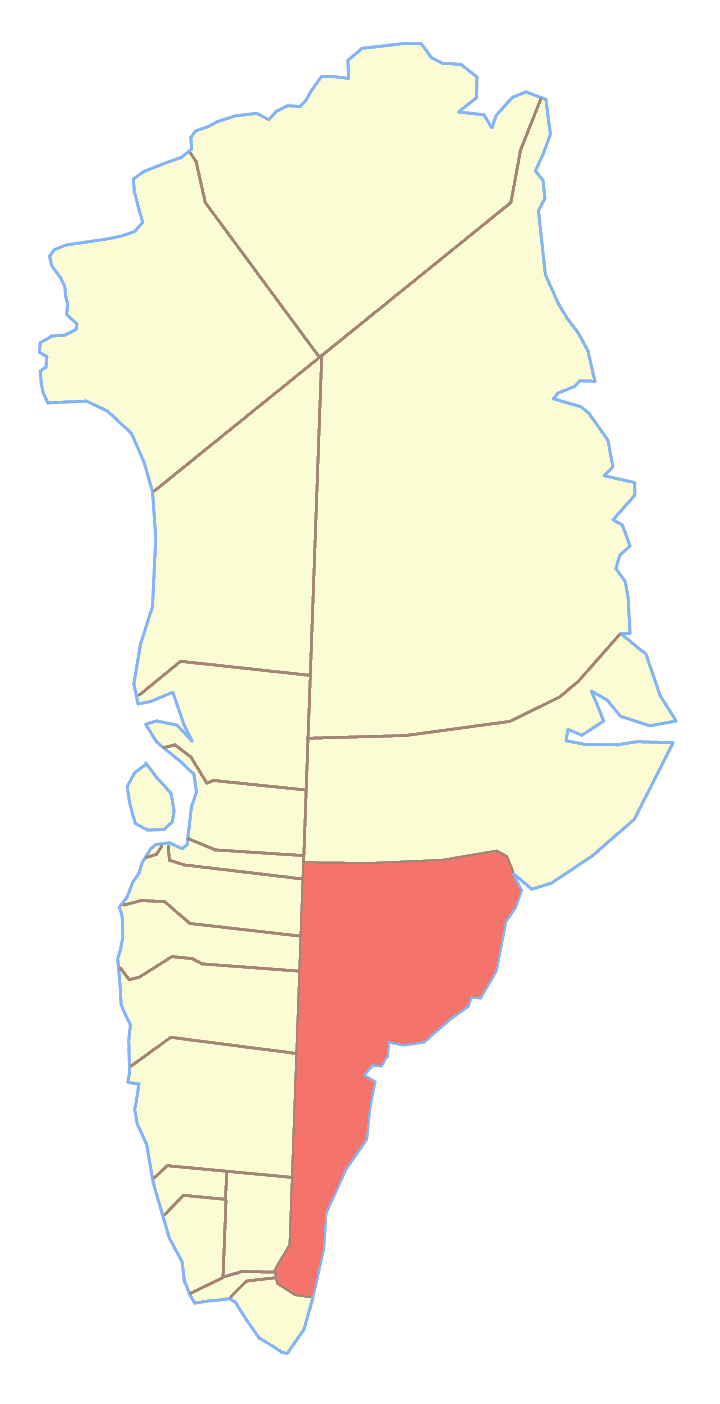
Ex comune di Ammassalik, dove si trovava l'Avalaatseq

L'Avalaatseq è una montagna della Groenlandia di 829 m. Si trova a 65°51'N 36°57'O; appartiene al comune di Sermersooq.